# Минский мотоциклетно-велосипедный завод

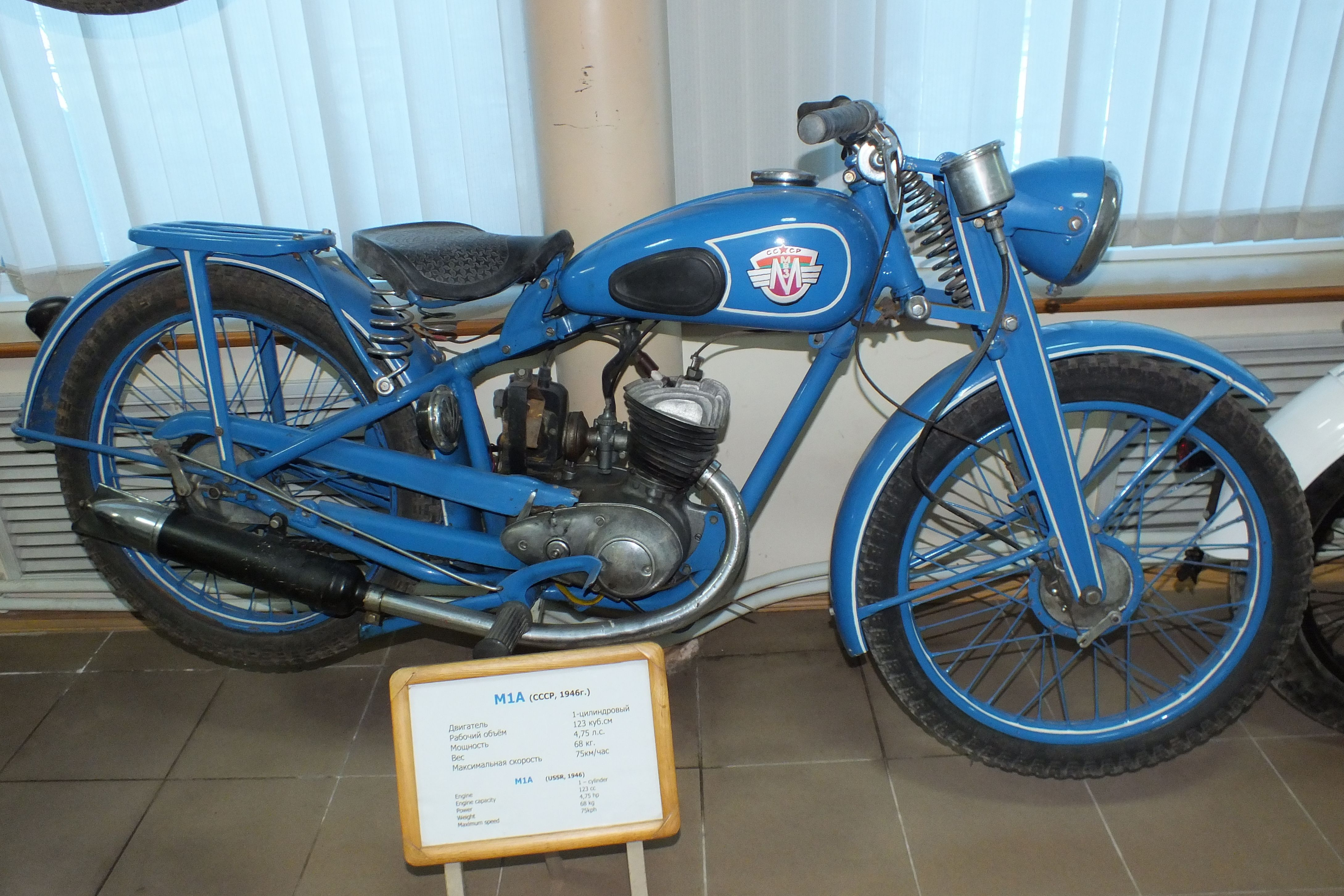
Мотоцикл М1А производства ММВЗ

Минский мотоциклетно-велосипедный завод (бел. Мінскі матацыклетна-веласіпедны завод) — предприятие по производству велосипедов, мотоциклов и сопутствующих изделий.
Правопреемник основанного в 1945 году завода — ОАО «Мотовело» — признан банкротом и с 2018 года находится в стадии ликвидации. Сейчас сборкой велосипедов и мотоциклов на предприятии занимается ООО «МотоВелоЗавод» (ООО МВЗ, MotoVeloZavod Ltd.).

## История
Предприятие основано 6 ноября 1945 года. В двадцатых числах декабря того же года на станцию «Восточная» города Минска для будущего завода прибыл первый эшелон с оборудованием, вывезенным из Германии по договору союзнических властей по мерам в отношении предприятий, способствующих вермахту. Завод DKW в городе Цшопау, находившийся в Советской зоне оккупации, подлежал демонтажу как предприятие, поставлявшее вооружение, поэтому оборудование, оснастка и техническая документация были вывезены в Москву (на ММЗ, позднее «Мосприбор»), Минск, Ижевск (Ижевский мотозавод) и Серпухов (Серпуховский мотозавод).
В мае 1946 года был запущен в эксплуатацию первый цех завода — ремонтно-механический, вскоре был пущен электротехнический цех, и к осени появились первые детали собственного изготовления для первого белорусского велосипеда. В июне 1947 года были представлены первые десять велосипедов, после испытаний и устранения некоторых недоработок в сентябре того же года велосипед В-16 был направлен в серийное производство. К окончанию 1947 года было собрано 6580 велосипедов, что предопределило профильную направленность завода на многие годы вперёд.
1950-е годы ознаменовали новый этап развития предприятия — было освоено производство подростковых велосипедов «Орлёнок» и «Ласточка». Позже вышла серия мужских дорожных велосипедов «Минск».
В 1951 году в связи с перепрофилированием Московского мотозавода на Минский завод было передано производство мотоциклов «Москва» М1А (копии DKW RT 125). Наследниками этой машины являются 125-кубовые мотоциклы марки «Минск».
10 июня 1986 года Минский мотоциклетный и велосипедный завод министерства автомобильной промышленности СССР был награждён орденом Трудового Красного Знамени. Примерно тогда же велосипеды «Минск» сменила марка «Аист», под которой (точнее, её вариантом AIST) они продолжают изготавливаться до сих пор.
В 2008 проведён рестайлинг основных моделей мотоциклов, представленных в направлениях Спорт, Стрит, Эндуро. Также выпущена новая модель 200-кубового мотоцикла М4 200 (ранее известна под рабочим названием «Неоклассик»).
Также кардинально обновлена линейка велосипедов. В модельном ряде появились гибридные, горные, трековые велосипеды, а также BMX. В этом же году начато производство сельскохозяйственной техники (картофелесажалки).
В 2009 году был представлен прототип 500-кубовой модели мотоцикла.

### История завода в современной Беларуси
В 2007 году владельцем контрольного пакета «Мотовело» (80 %) стала австрийская компания ATEC, директором предприятия стал бизнесмен Александр Муравьёв. Вместе с акциями предприятия инвестор получил ряд условий от государства, которые должен был выполнить за 5 лет — за счёт инвестирования вывести прозябающее предприятие в одного из лидеров на велосипедном и мотоциклетном рынках региона и превратить его в крупного экспортёра. Предприятие было реструктуризировано и раздроблено на три десятка самостоятельных юридических лиц. Особого эффекта это не принесло. Как не помогло и пролонгирование в 2013 году ранее выданных кредитов. Бизнесмен и инвестор «Мотовело» Александр Муравьёв был осуждён на 11 лет колонии с конфискацией имущества, в том числе акций «Мотовело». На заводе было введено внешнее управление, которое осуществляет экс-мэр столицы Николай Ладутько, направивший в июне 2017 года заявление в Экономический суд Минска о признании ОАО «Мотовело» экономически несостоятельным (банкротом). 20 апреля 2018 суд признал ОАО «Мотовело» банкротом и открыл ликвидационное производство. Процедура должна быть завершена до 20 декабря 2018 года.
После банкротства ОАО «Мотовело» планируется продать участок на Партизанском проспекте на аукционе единым лотом. Новое производство мотоциклетной и велосипедной техники планируется наладить в китайско-белорусском индустриальном парке «Великий камень», функционирующем в режиме свободной экономической зоны.

## Продукция завода сегодня
В 2019 году ООО «Мотовелозавод» представил новую линейку велосипедов KRAKKEN. «Мотовело» и ООО «Мотовелозавод» — это два разных юридических лица. Сейчас «Мотовелозавод» успешно производит и продает свою продукцию.

## Локализация производства
5 марта 2021 года Александр Лукашенко, посещая производственную площадку ООО «МотоВелоЗавод» и ОАО «Мотовело», высказался о необходимости максимального увеличения локализации производимой мотовелотехники. 15 августа 2022 года Александр Лукашенко раскритиковал проваленные поручения по локализации производства. Во время визита на «Мотовело» Президенту РБ показали мотоцикл «белорусского производства», однако позже выяснилось, что в показанном мотоцикле нет не только белорусских запчастей, но и дизайн мотоцикла полностью иностранный.

## Собственники
По состоянию на июнь 2017 года 99,88 % акций «Мотовело» принадлежит Госкомитету по имуществу. Это произошло после того, как в январе 2017 года основной владелец компании Александр Муравьев был приговорен к 11 годам лишения свободы, а его контрольный пакет акций в «Мотовело» был конфискован в пользу государства.
20 апреля 2018 года Экономический суд города Минска признал ОАО «Мотовело» банкротом. По состоянию на 1 сентября 2021 года ликвидация компания продолжается, имущество компании оценивалось в 48,8 млн руб. (ок. 19,5 млн долларов).